# ن۲کل

ولایت‌های ن۲کل افغانستان با رنگ قرمز متمایز شده‌اند.

ن۲کل نامی است که توسط آمریکا و نیروهای ائتلاف برای اشاره به منطقه‌ای در شرق افغانستان شامل چهار ولایت ننگرهار، نورستان، کنر و لغمان استفاده می‌شود. این ولایات با پاکستان مرز مشترک دارند و همین امر دررفت‌وآمدهای غیرقانونی از افغانستان به پاکستان و بالعکس و نیز قاچاق اسلحه، مواد مخدر، الوار، مس، سنگ‌های قیمتی، سنگ مرمر، وسایل نقلیه، محصولات الکترونیکی، و حتی کالاهای مصرفی معمولی تأثیر بسزا دارد. علاوه بر این، این منطقه به دلیل برخورداری از منابع طبیعی از جمله آب، زمین حاصلخیز، الوار، و جواهرات اهمیت استراتژیک دارد.
در طول جنگ در افغانستان، این منطقه شاهد شورش مدام طالبان بوده و در سال‌های اخیر داعش شاخهٔ خراسان شورش‌هایی را در این منطقه به راه انداخته که باعث حملات تروریستی متعدد شده‌است. تا سال ۲۰۱۷، از ۱۴ مدال افتخاری که به سربازان آمریکایی برای جنگ در افغانستان اعطا شد، ۱۲ مدال برای اقدامات در این ۴ ولایت بود.